# Indochine : L'Intégrale des clips
Albums de Indochine
Le Birthday album 1981-1996
(2004) Alice & June
(2005)
L’Intégrale Des Clips est la huitième vidéographie du groupe de pop rock français Indochine. Elle est sortie le 14 décembre 2004 et s'est vendu à plus de 90 000 exemplaires (triple DVD de platine).

## Tracklisting
1. L’Aventurier
2. Miss Paramount
3. Kao Bang
4. 3ème Sexe
5. Tes Yeux Noirs
6. La Bûddha Affaire
7. Les Tzars
8. La Machine À Rattraper Le Temps
9. La Chevauchée Des Champs De Blé
10. Le Baiser
11. Des Fleurs Pour Salinger
12. Punishment Park
13. More...
14. La Guerre Est Finie...
15. Savoure Le Rouge
16. Un Jour Dans Notre Vie
17. Kissing My Song
18. Drugstar
19. Satellite
20. Juste Toi Et Moi
21. Stef II
22. J’Ai Demandé À La Lune
23. Mao Boy
24. Le Grand Secret
25. Marilyn
26. Un Singe En Hiver
27. Electrastar (version live)
28. Popstitute (version live)